# Instituto Nacional de Arte Dramática
O Instituto Nacional de Arte Dramática (em inglês:  National Institute of Dramatic Art, NIDA) é uma instituição educacional australiana de artes cênicas sediada em Sydney, no estado de Nova Gales do Sul, na Austrália. Fundada em 1958, muitos dos principais atores e diretores da Austrália treinaram na NIDA, incluindo Cate Blanchett, Sarah Snook, Mel Gibson, Judy Davis e Baz Luhrmann.
Em 2024, a NIDA foi nomeada como a 13ª na lista das "25 melhores escolas de teatro do mundo" pela revista The Hollywood Reporter. O NIDA oferece cursos de bacharelado, mestrado e profissionalizantes em disciplinas como atuação, escrita, direção, construção cênica, teatro técnico, voz, figurino, adereços, design de produção e liderança cultural.
O campus principal do NIDA fica no subúrbio de Kensington, em Sydney, localizado ao lado da Universidade de New South Wales (UNSW), e é composto por uma variedade de locais de ensaio e apresentações. Seus locais de apresentação incluem o Parade Theatre (também o nome de um local anterior na história do NIDA); o Space; o Studio Theatre; e o Playhouse, enquanto a Rodney Seaborn Library faz parte de sua biblioteca e o Reg Grundy Studio é um centro de treinamento e produção para cinema e televisão.

## História
O NIDA foi fundado em 1958 como a primeira escola profissional de treinamento teatral na Austrália. A ideia de uma escola nacional de formação teatral foi iniciada pelo Australian Elizabethan Theatre Trust (AETT) em 1954. Com o apoio do Vice-Chanceler Philip Baxter, o NIDA foi estabelecido no terreno da Universidade de New South Wales. Robert Quentin, mais tarde professor de teatro na UNSW, foi nomeado diretor inaugural.
O ensino começou em 1959 e, em 1960, os primeiros 23 alunos se formaram com um Diploma em Atuação. Depois de 1961, passou a oferecer cursos de atuação e produção, e no início da década de 1970 foram introduzidos cursos de design, produção técnica e direção.
A NIDA administrou a Old Tote Theatre Company até 1969, cujas produções foram inicialmente financiadas pela AETT e posteriormente pelo Conselho da Austrália para as Artes e pelo Governo de Nova Gales do Sul. Em 1967, o Old Tote mudou sua administração para instalações separadas, para um prédio que ainda existe no campus da UNSW, então conhecido como Parade Theatre, e em 7 de maio de 1969 fez sua primeira apresentação naquele local, uma produção de Rosencrantz e Guildenstern estão mortos, de Tom Stoppard.

## Governança e financiamento
O NIDA recebe financiamento do Governo Australiano através do Departamento de Comunicações e Artes, e é membro da "Mesa Redonda Australiana para Excelência em Treinamento em Artes" (ARTS8), uma iniciativa entre as organizações nacionais de treinamento em artes cênicas e o governo federal que fornece treinamento para artistas emergentes.

## Campus

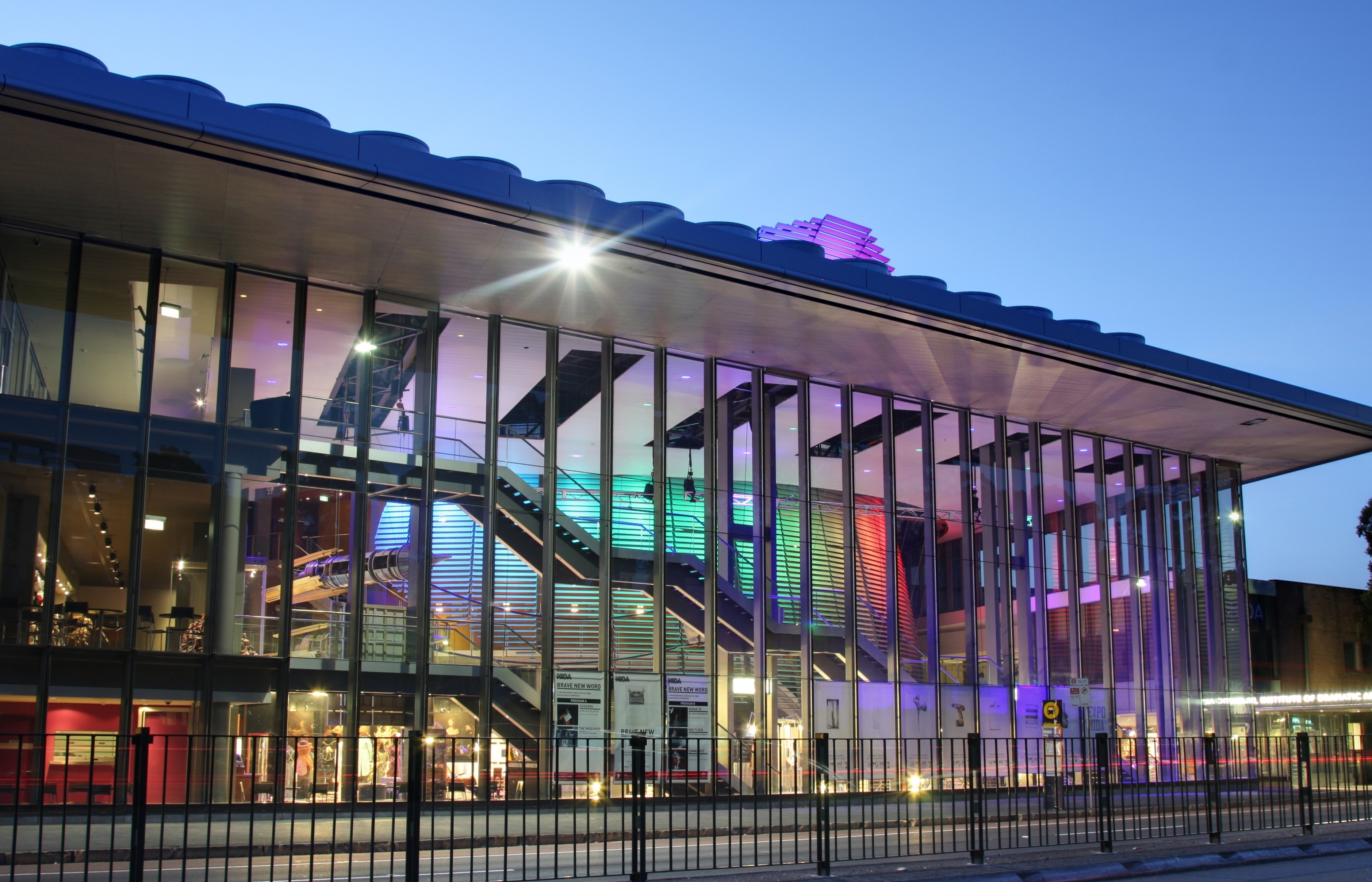
O complexo do Instituto Nacional de Arte Dramática à noite.

O NIDA está localizado na Anzac Parade, no subúrbio de Kensington, em Sydney, do outro lado da rua da Universidade de New South Wales.

### Teatros
Desde 2021 NIDA campus has six professional performance venues, in addition to studios and rehearsal rooms. The largest of these, the Parade Theatre, has three-tiered seating which accommodates up to 707 people. Other venues include the Playhouse, the Space, and the Studio Theatre.